# Андрусевич, Анатолий Александрович
Андрусевич Анатолий Александрович (род. 6 декабря 1952, Малин, Житомирская область) — советский авиатор, украинский учёный в области радиоэлектроники. Доктор технических наук (2013), профессор (2015). Начальник Криворожского авиационного колледжа. Герой труда Лаоса (1989).

## Биография
Родился 6 декабря 1952 года в городе Малин Житомирской области.
В 1975 году окончил Киевский институт инженеров гражданской авиации по специальности «Автоматизированные системы управления». В 1975 году переехал в город Кривой Рог, где начал работать преподавателем Криворожского авиационного технического училища гражданской авиации. В 1983 году получил должность помощника начальника училища по работе с иностранными студентами. В 1976—1985 годах — секретарь комитета комсомола училища.
В 1986 году Министерством гражданской авиации СССР командирован в Лаос в должности инженера представительства авиакомпании «Аэрофлот» для помощи в развитии национальной авиакомпании Lao Airlines.
В 1990 году вернулся в СССР. В Криворожском авиационном училище занимал должности заведующего отделением иностранных студентов и внешних связей и помощника начальника училища по региональному набору и внешним связям. С 1994 года — заместитель начальника училища по внешнеэкономическим связям и региональному набору.
С декабря 1999 года — начальник Криворожского авиационного колледжа.
Избирался депутатом Криворожского городского совета V и VI созывов.

## Научная деятельность
Специалист в области радиоэлектроники.
Автор более 64 научных и научно-методических работ, соавтор ряда монографий. Член диссертационного совета по специальности «Навигация и управление движением» в Лётной академии Национального авиационного университета.
В 2005 году защитил диссертацию «Технологический мониторинг монтажных соединений в производстве электронной техники» на соискание учёной степени кандидата технических наук по специальности «Технология, оборудование и производство электронной техники». В 2013 году защитил диссертацию «Теоретические основы мониторинга жизненного цикла радиоэлектронных средств на этапах проектирования, производства и эксплуатации» на соискание учёной степени доктора технических наук по специальности «Радиотехнические и телевизионные системы». В 2015 году присвоено учёное звание профессора кафедры электронных вычислительных машин.

### Научные труды
- Визуальный мониторинг физико-химических процессов в производстве и эксплуатации электронной аппаратуры (2006);
- Микроэлектромеханические системы и нанотехнологии (2007);
- Мониторинг процессов проектирования, производства и эксплуатации жизненного цикла электронной аппаратуры (2009);
- Проектування мобільних роботів на базі одноплатних комп'ютерів (Raspberry Pi и мови Python 3.6): Підручник // І. Ш. Невлюдов, А. О. Андрусевич, В. В. Євсєєв. — Харків: 2020. — 257 с.

## Награды
- Герой труда Лаоса (1989)[3][4][2];
- Почётная грамота Верховной Рады Украины (2003)[4];
- Заслуженный работник образования Украины (1 октября 2021)[5];
- Отличник образования Украины (2002)[4];
- Отличник транспорта Украины (2003)[4];
- Ветеран НАУ (2008)[4];
- Знак «За заслуги перед городом» (Кривой Рог) 3-й (2006), 2-й (2012) и 1-й (2019) степеней[4];
- Почётная грамота НАУ (2003)[4];
- Почётная грамота Днепропетровской областной государственной администрации (2011)[4];
- Отличник авиации[2];
- Нагрудный знак Министерства образования и науки Украины «Василий Сухомлинский» (15 февраля 2023)[6].